# Русский портрет
Русский портрет — история портретного жанра в России ведет свои истоки с XVII века.

## История

### Ранний период
В ранний период развития русского портрета он эволюционировал по принципам общеевропейского портрета Средневековья, ограниченного религией, когда «изображение человека подчинялось представлениям средневекового мировоззрения и существенно отличалось от понимания личности в искусстве нового времени. Главное различие состояло в том, что индивидуальное, неповторимое в человеке менее всего находило отражение в его образе. Художник стремился запечатлеть не „бытовое“, „обнаженное“ лицо, а „измененное, преображенное“, запечатленное в своем, „как бы идеальном вневременном состоянии“. Кроме того, отдельный человек интересовал художника не столько сам по себе, сколько как представитель определённой ступени феодальной иерархии. Индивидуальность оказывалась для мастера полностью подчиненной тому нормативному идеалу, который соответствовал социальному положению».
«Портреты» Средневековья, создаваемые по этому принципу, можно было найти в церковных росписях, на иконах, в книжных миниатюрах. Изображали, как правило только очень знатных лиц, крупных церковных деятелей, жертвователей.
К наиболее ранним изображениям конкретных лиц в русской культуре относят миниатюру, представляющую князя Святослава Ярославича с семьей («Изборник Святослава», 1073), а также фреска с изображением семьи князя Ярослава Мудрого (Киевская София). Портретные тенденции прослеживаются в изображениях донаторов с моделями зданий в руках — князь Ярослав (церковь Спаса на Нередице, ок. 1246). В индивидуальной характеристике черт лица князя, трактовке одежды видно стремление художника к передаче индивидуального сходства.
- Святослав Ярославич с семьей
- Дочери Ярослава Мудрого
- Ярослав Владимирович Новгородский
- Аврам
- Шествие князей - семьи Всеволода Ольговича, Кирилловская церковь
- Иона, епископ новгородский

На «Корсунских воротах» Новгородской Софии расположен автопортрет литейщика Аврама (XIV века). Он изобразил себя в коротком русском кафтане с клещами и молотком в руках. Это уже шаг от сугубо идеализированных образов князей.
Одним из ранних портретов XV века является шитая пелена Сергея Радонежского (1429 год): вероятно, автор портрета знал усопшего. Чертами индивидуальной характеристики отличаются иконописные изображения митрополитов московских Петра и Алексия (работа Дионисия), Кирилла Белозерского и Дмитрия Прилуцкого (работа Дионисия Глушицкого). В 1460-70-х годах новгородский боярин Антипа Кузьмин заказал икону «Молящиеся новгородцы», в нижней части которой был изображен заказчик с семейством — это ещё не боярский семейный портрет, но уже смелая попытка изобразить на иконе группу светских лиц.
- Пелена Сергея Радонежского
- Икона митрополита Петра работы Дионисия
- Икона Кирилла Белозерского работы Дионисия Глушицкого
- Икона «Молящиеся новгородцы»

Тесная связь этих изображений с культовыми образами способствовала подчинению их художественного стиля определённому каноническому письму и диктовала в стиле плоскостность и графичность. Эти изображения создавались по памяти или со слов очевидцев, и хотя они дают нам некие представления об изображенных лицах, по сути такие «иконные» портреты ещё не являются портретами в подлинном смысле слова. Однако тенденции, зарождавшиеся в них, подготовили условия для появления в русском искусстве светской портретной живописи.
Со временем сквозь возвышенный «лик» начинали всё сильнее проглядывать неповторимые черты модели, когда зарождается русская светская культура. Интерес к окружающему миру проявляется в церковных росписях, в особенности, в ярославских фресках, создававшихся на средства богатого купечества.

### XVI век
Зачатки светского портрета относят ко времени правления Ивана III и Василия III — с надгробными портретами, а также с упоминанием традиции, когда изображения великих князей при сватовстве посылались в Западную Европу.
Русское искусство XVI века в целом обогатилось новыми элементами, которые способствовали усилению реалистических устремлений; сдвиг поэтому происходил и в развитии портрета. Этому в значительной степени способствовали постановления Стоглавого собора (1551), который узаконил возможность написания на иконах царей, князей и народа, а также Собора 1553-4 гг. (по делу Висковатого), когда было разрешено писать на иконах наряду с обычными сюжетами также и притчи, что позволяло более свободное обращение с иконописным каноном и открывало перед художниками широкие возможности для внедрения в иконопись многообразных бытовых мотивов. Тогда же по решению Стоглавого собора в исподнем ряду икон уже могли появляться цари и князи и святители и народы, которые живы суще. (См. также Царские патрональные иконы).
Иван Грозный стремился прославить и увековечить на иконах и фресках свои деяния; его замыслы поддерживал митрополит Макарий, вокруг которого сосредоточились образованнейшие люди и живописцы своего времени. Перед художниками ставились требования отобразить в искусстве пафос исторических событий. Была создана соответствующая царская мастерская палата, где эти новые художественные задачи воплощали. Мастерская Грозного постепенно расширялась и в XVII веке легла в основу школы царских изографов Оружейной палаты.
Появление целого ряда портретных образов исторических деятелей свидетельствует о значительных достижениях русского искусства XVI века. Во 2-й пол. XVI века по инициативе Ивана Грозного создаются летописные своды с миниатюрами, где неоднократно изображался сам царь (как идеализированный монарх). Новизна состояла в том, что они представляли уже собой прижизненное изображение царя — прославляя его подвиги, закрепляя в сознании идеи сил и могущества власти. Именно в XVI веке впервые встречается факт прижизненного портретирования царя в миниатюрах, иконах и фресках. Эти же мастера исполнили росписи Золотой палаты Кремля (1547—1552) с изображением притч, аллегорий и событий из истории, воссозданием образов князей (Александр Невский, Андрей Боголюбский, Василий III, Иван Грозный и проч.).
При царе Федоре Иоанновиче была расписана Грановитая палата, где были изображения русских князей, начиная с Рюрика и до текущего времени, включая шурина царя Бориса Годунова. К тому же периоду относится рельефное изображение Федора Иоанновича на коне, которое находилось на «царь-пушке» работы Андрея Чохова — идеализированный образ молодого царя.
В XVI веке создается ряд надгробных портретов. Например, существовал надгробный портрет Василия III (ГИМ, но первоначальная живопись полностью утрачена), находившийся в Архангельском соборе, и видимо, исполненный по приказу его сына Ивана Грозного. Возможно, он служил прототипом для изображения князя в росписях Золотой и Грановитой палат. В 1560-х гг. в росписи паперти Благовещенского собора Кремля появляются изображения князей (от Даниила Московского до Ивана Грозного), трактованные ещё условно.
Перечисленные выше произведения свидетельствуют о том, что проникавшие в иконопись новшества постепенно подрывали религиозно-символическую опору древнерусского искусства. Однако развитие искусства в этот период ещё было очень сильно ограничено рамками идеологии. В частности, очень узким оставался круг портретируемым — даже представителей знати почти не изображали.

### XVII век
Но первые русские портретные образы конкретных личностей дошли лишь от начала XVII века. Только в этот период был сделан решительный шаг на нелегком пути русской живописи от иконописного «лика» к индивидуальному лицу. Русское искусство постепенно сближается с реальной действительностью. Вырабатываются новые приемы, пригодные для передачи нового содержания; усиливаются контакты с западноевропейской культурой, ввозится большое количество реалистичных произведений. Особенно влияние усиливается после воссоединения Украины с Россией.
«Именно портрет был первым светским жанром, получившим широкое распространение в русском изобразительном искусстве XVII веке. Расширяется круг портретируемых — изображают уже не только царей, но и бояр, стольников, купцов. Особенно важно, что портрет перестает быть „непортретным“, сходство с моделью становится обязательным».
[...] яково бо что видит или [...] слышит [художник] тако и во образах рекше в лицах начертывает («Послание Иосифа Владимирова Симону Ушакову»).
Как отмечают Лихачёв и Панченко, (говоря, правда, о литературе), именно с данного периода на Руси возникает интерес к индивидуальности, к личностям, заканчивается время Средневековья и происходит открытие индивидуального начала. Помимо литературы, изменение концепции привело и к развитию портретного жанра в 1660-х.
Мастера Оружейной палаты (её иконописной палаты, созданной в 1640-е) дают важнейший материал для изучения русского портрета, в развитии которого в XVII веке происходит перелом. На основе опыта и навыков, сложившихся в XVII веке, в Оружейной палате создается ряд портретов на иконах, фресках и надгробных изображениях, от которых постепенно начинают требовать правдивости и сходства. Лица на иконах насыщаются новым политическим и историческим содержанием, портретируемые исторические лица начинают играть ведущую роль в композиции иконы — их дают на первом плане, они становятся непосредственными участниками событий. Это является шагом вперед по сравнению с предыдущими иконными портретами, где реальная личность дается в виде небольшой фигуры в молитвенной позе.
Появляются теоретические сочинения, в которых обосновывается правомерность возникновения новых черт в искусстве. Главным для этой новой эстетики становится требование от искусства «живства», «живоподобия» — ощущается необходимость правдивой передачи окружающего мира, верности природы. Для этих художников иконопись уже не является «единственным» ценным жанром живописи — портретный жанр ими ставится в один ряд с нею. Любопытно, что от обоих жанров требуется следование натуре. Если ранее портреты создавались по памяти, то теперь их начинают писать с натуры.
Кроме того, утверждается высокое назначение портрета, в нём видятся мемориальная и дидактическая задача: как писал Ушаков, портреты являют собой «жизнь памяти, память о тех, кто когда-то жил, свидетельство прошедших времен, проповедь добродетели, выражение могущества, оживление умерших, хвалы и славы бессмертие, возбуждение живых к подражанию, напоминание о прошедших подвигах»
Например, в иконе «Положение риз» (ок. 1630), где изображено получение царем Михаилом и патриархом Филаретом реликвии, реальные личности изображены в конкретной обстановке внутри собора, переданного с документальной точностью. По существу, это историческая картина-портрет. Интересен и групповой портрет купцов Никитниковых (Церковь Троицы в Никитниках, роспись 1652—1653) в сцене «Великого входа»).
Выразителями новых передовых эстетических взглядов на искусство и новаторами в области исканий реалистического портретного образа стали художники оружейной палаты — Иосиф Владимиров и Симон Ушаков. Кроме художественных произведений их авторству принадлежит первые русские сочинения по теории искусства — «Послание Иосифа Владимирова Симону Ушакову» (1665—1666) и «Слово к люботщательному иконного писания» Симона Ушакова (ок. 1666).
Всякой убо иконе, или персонам рещи человеческим [то есть портретам], против всякого уда [члена тела] и гбежа [сустава] свойственный вид блогоумными живописцы составляется и тем всяк образ или икона новая светло и румяно, тенно и живоподобно воображается («Послание Иосифа Владимирова Симону Ушакову»).
Владимиров рекомендует создавать изображение таким, каким художник его видит в жизни. Их творчеству характерны коренные сдвиги в сторону реализма. Ушаков занимался опытами в области изображения человеческого лица, что привело к крупному развитию искусства. Он создал новые иконописные типы с анатомически правильными, объемно моделированными светотенью лицами, реальной передачей формы глаз и блеска зрачков. Особенно этому способствовала его любимая тема «Спас Нерукотворный» с крупным изображением человеческого лица.
Он написал много икон на этот сюжет, передавая в каждом новый оттенок внутреннего настроения человека. «Итак, проблема реального изображения человеческого лица в творчестве Ушакова и Владимирова была связана с общим пробуждением в широких художественных и литературных кругах 60-х годов интереса к окружающей действительности и прежде всего к изображению реального человека со всеми индивидуальными особенностями его внешности и психологической характеристики»). Однако, связанные феодально-церковным мировоззрением, Ушаков и Владимиров, пока ещё решают проблему портретного образа ограничено — перестраивая собственно иконописные приемы, в которых условные элементы сочетались с поиском анатомически правильных черт реального человеческого лица и правдивой передачи образа.
В 1666 г. бригада художников Оружейной палаты во главе с Ушаковым, создают галерею надгробных портретов в Архангельском соборе. В 1668 г. Ушаков создает групповой портрет на иконе «Насаждение древа Московского государства».

### Парсуна
В XVII веке на Руси возникла парсуна — портрет, который по стилю, приёмам и материалам живописи первоначально ничем не отличаются от икон. Они создавались как надгробные, мемориальные образы, поэтому очевидна их связь с религиозной мыслью. Парсуна была прямой предшественницей портрета. В ней переплеталось старое и новое.
Первые парсуны ещё очень напоминали иконы — это были «оплечные» или «оглавные» изображения. Таков «Портрет Скопин-Шуйского», который помещался над надгробием князя в Архангельском соборе — хотя это надгробный портрет, но модель изображена там как живая, поскольку на таких портретах этого периода усопший человек изображался как «воскресший». По техническим приемам этот портрет, с которого исследователи начинают и историю русского светского портрета, с точки зрения приемов, техники, почти ничем не отличается от иконы. Он написан на липовой доске, темперой, в иконописной манере. Хотя изображен идеальный лик, но само лицо — живое, своеобразное
.
В первых парсунах новое понимание выражалось старыми средствами, но постепенно русские мастера усваивают опыт европейских мастеров и усваивают новый изобразительный метод, на смену иконописи приходит живопись — письмо с «живства».
В последующие годы русские цари также ориентируются на портретные образцы т. н. сарматского портрета, проникавшие в страну через Польшу. Они характеризуются некоторым примитивизмом и застывшей позой, но тем не менее являются шагом вперед. Иностранные мастера приезжали в Москву учить новому искусству русских художников. На рубеже XVII—XVIII веков Украина и Польша выступают посредниками в передаче западных школ портрета в Россию.
В 1660-х годах поляк Стефан Лопуцкий писал «с живства» (с натуры) самого Алексея Михайловича, а голландец Даниил Вухтерс — патриарха Никона. Первой попыткой русского художника написать портрет с натуры, по мнению Овчинниковой, надо считать работу 1671 года, когда Репьев, Фёдор Юрьев написал царя Алексея (не сохр.). В 1670-х годах в Оружейной палате создаются «титулярники» — сборники портретов русских и иностранных государей, в основном ещё условные, но иногда, когда за образцы брались западноевропейские гравированные портреты, с попытками индивидуализации (см. «Царский титулярник»).
В 1677 г. Фёдор Евтихиев Зубов создает парный надгробный портрет в рост царей Михаила Федоровича и Алексея Михайлович (изначальная живопись почти не сохранилась под слоями живописи). Богдан Салтанов пишет групповой портрет в иконе «Кийский крест». Пытается развиваться и другой тип надгробного портрета — портрет «во успении».
Примечателен цикл портретов братьев князей Репниных, созданных во 2-й пол. XVII века — Ивана, Александра и Афанасия Борисовичей. Они написаны масляными красками на холсте — в технике, более гибкой, чем темперная, и дающей возможность работать непосредственно с натуры. В этих работах отражены некоторые особенности парадного портрета, которые получат распространение в русском XVIII веке, показывающие высокое положение модели в обществе. При создании таких портретов русские мастера опирались на практику европейского портрета, используя типичные приемы репрезентации. «Импозантная поза, фон с тяжелыми драпировками, костюм и аксессуары акцентируют высокое социальное положение изображённого. Но так же несомненна генетическая связь этих произведений с уже упоминавшимися изображениями высшей знати в росписях храмов. Их роднят прежде всего некая отрешенность, подчеркнутая одухотворенность облика изображённых — черты, идущие от иконы».
- Аникита Иванович Репнин или Иван Борисович Репнин
- Александр Борисович Репнин
- Афанасий Борисович Репнин

«Однако несмотря на широкую светскую струю, в целом искусство по-прежнему сохраняло религиозный характер. В области портрета художникам предстояло развить и закрепить всё то новое, что несла с собой парсуна, и одновременно преодолеть архаические консервативные черты старого, средневекового искусства».
Таким образом, к концу XVII века в русском портретном искусстве зарождается портретный жанр, выделяется из иконного письма, и формируется усилиями отечественных мастеров и иностранных художников, вставая на путь становления.

### XVIII век

#### Портрет петровского времени
В петровское время русская живопись осваивает новые средства передачи реальности — в обиход входит прямая перспектива, которая сообщает глубину и объемность изображению на плоскости; художники осмысляют взаимоотношения света и цвета, роль света как средства построения объёма и пространства. Рождаются новые светские жанры — и в том числе портрет. «Для искусства этого исторического переходного времени характерно переплетение различных черт: традиционных и новых, исконно русских и иноземных. Искусству Петровской эпохи присущ высокий пафос утверждения. Центральной темой его становится человек. Основным жанром — портрет».
Прорыв в портретном жанре в России, как и в многих других отраслях, случился в петровское время. Пётр I как приглашал зарубежных мастеров (см. россика), так и способствовал обучению отечественных.
Характерная группа памятников начального периода — Преображенская серия. «„Открытие характера“ происходит постепенно во всех видах изобразительного искусства и занимает временное пространство, совпадающее в общих чертах с периодом правления Петра Великого», пишут исследователи портрета в России. В портретах «Преображенской серии» совершался переход от парсуны к портрету. В сер. XVIII века уже возможно перечислить самобытных и талантливых мастеров.
Приобщение к законам станковой живописи в петровской России шло трудно. Художникам было необходимо не только овладеть новым пониманием содержательной части, но и научиться грамотно выстраивать картинную плоскость, искусству перспективы и анатомически верной передаче человеческого тела, а также основам техники масляной живописи и законам колорита.
Для петровского времени сложной проблемой является вопрос авторства. Художники очень редко подписывали свои произведения. За каждым из них числится набор «эталонов», благодаря которому ученые дополняют круг работ. Кроме того, в конце XVII-начале XVIII века очень любили заказывать повторения портретов. Существовал ряд «образцовых портретов» императора и его семьи, должностных лиц, которые «тиражировались». Для портретов этого времени, помимо авторства, часто проблематично и само опознание модели
Начиная с Петровского времени развитие портрета идет по трем основным линиям:
Во-первых, существовало архаизирующее искусство, связанное с провинциальным, т. н. «художественным примитивом». В нём ощущается стиль рубежа ещё XVII—XVIII веков, влияние национальной школы парсуны. (Аналогичные явления характерны для большинства стран, которые переходят от Средневековья к Новому времени). Парсуна сыграла важную роль — она явилась передатчиком основных черт нового портретного метода, который в русских условиях трансформировался на собственный лад. Портреты, принадлежащие к этой линии, отличаются большими размерами, композиционными схемами, заимствованными у парадных полотен Западной Европы XVII века, импозантностью и внушительностью, строгой социальной маркировкой и «важной немотой». Модели, изображённые на таких портретах, воплощают практически иконное индифферентное предстояние. Живопись в них сочетает объемное и конкретное лично́е письмо с плоскостными «доличностями» — как это было и в парсуне. Парсуна вывела русскую живопись на дорогу станковизма — придала ему не только черты сходства, но и картинности, придала ей место в формирующемся светском интерьере. Но к концу 1710-х гг. портреты в этом стиле перестали удовлетворять заказчиков из-за своей тяжеловесности, косноязычия и архаизма, которые стали очевидными после первых зарубежных поездок Петра. У заказчиков появляется новый ориентир — искусство Запада (прежде всего Франции): картины покупаются за рубежом, иностранные художники приглашаются в Россию, а русские — на учёбу. Магистральная линия (Никитин и Матвеев) развития портрета уверенно идет вперед, а парсуна теряет свою привлекательность в глазах высокопоставленных заказчиков. Все же, чем дальше от Петербурга, тем явственнее черты парсуны будут проявляться в провинции — на протяжении всего XVIII века, а то и 1-й половины XIX века. Особенность этой линии портрета — её причастность к иконописи, которая и сама в этот период, утрачивая средневековую духовность, становится компромиссной, светлой и нарядной. Она будет влиять на некоторых художников, близких к Канцелярии от строений.
- Hеизвестный художник середины XVIII века. «Портрет Г. П. Чернышева»
- Неизвестный художник начала 18 века (?). «Портрет Анастасии Нарышкиной с детьми Александрой и Татьяной»

В его рамках линию, лежащую в стороне от заграничного пенсионерства, дополняют художники, которые самостоятельно проделали путь от иконописи к портрету, крепостные мастера домашней выучки и поклонники живописи — дворяне-дилетанты.
Во-вторых, россика представлена иностранными художниками, которые работали в России в течение всего XVIII века. Эта линия неоднородна по национальному составу и качественному уровню. Она ближе к магистральному потоку русского портрета, её задача — экспонировать местную модель на общеевропейский лад. Благодаря россике осуществляется контакт русского искусства с искусством соседних стран — на уровне типологии, стиля и формирования общих критериев художественного качества.
- Луи Каравак. «Портрет царевны Елизаветы Петровны»

В третьих, собственно отечественная школа (Иван Никитин, Андрей Матвеев, Иван Вишняков, Алексей Антропов, Иван Аргунов). Их работы отличаются мастерством и точностью в передаче внешности, хотя не достигли полного совершенства. (Из следующего поколения к ней принадлежали Рокотов, Левицкий, Боровиковский). Эта магистральная линия отличается преемственностью. При этом она обладала внутренним единством — сначала она была направлена на овладение основными художественными принципами Нового Времени, затем, догнав их, стала развиваться в соответствии с общеевропейскими стилевыми тенденциями (барокко, рококо, классицизм, сентиментализм, предромантизм).
- Иван. Никитин. «Портрет царевны Натальи Алексеевны»
- Иван Вишняков. «Портрет Сарры Элеоноры Фермор», ок. 1750

Начиная с Петровского времени, портрет в русском искусстве вышел на 1-е место по степени распространённости и качества. Портрет «фактически взял на себя основное бремя освоения художественных принципов Нового времени». В произведениях именно этого жанра апробируются неизвестные раньше творческие ходы — композиционные схемы, колористические приемы, стилевые установки. Одновременно с портретом развивались и другие жанры, необходимые абсолютистскому государству, — исторические и аллегорические композиции, благодаря которым русская культура входила в мир ранее незнакомой системы олицетворений.
Специфической особенностью типологии русского портрета XVIII века является отсутствие или же крайняя редкость группового (в том числе семейного) портрета, который в ту же эпоху являлся очень показательным для Англии и Франции того же времени; а также отсутствие «сцен собеседования». Вплоть до 2-й пол. XVIII века отсутствовал скульптурный портрет.
Именно в петровское время «отчетливо обозначились некоторые характерные особенности русского портрета».

#### 2-я половина XVIII века
«С середины XVII по середину XVIII века портрет был достоянием в основном придворных кругов — будь то царская мемориальная „парсуна“, парадный императорский портрет или изображения людей, так или иначе близких к верховной власти. Лишь с середины XVIII столетия портрет „опускается“ в массы рядового поместного дворянства, под влиянием просветительства возникают пока ещё редчайшие образы крестьян и купцов, создаются портреты деятелей культуры». В 1730—1740-е годы происходит укрепление дворянства, чему в дальнейшем способствовала Реформа о Вольности дворянской. Портрет стал незаменимым средством и самоутверждения, и эстетизации жизни. К 1760-м годам портретное искусство было уже широко освоено не только при императорском дворе, но и в отдалённых помещичьих усадьбах. В 1760—1780-х годах многие черты русского портрета XVIII века определяются окончательно. Период становления, перехода от старых форм культуры, ученичества у Запада был завершён.
К этому периоду относится появление таких мастеров русского портрета, как Алексей Антропов, Мина Колокольников, Иван Петрович Аргунов.
Для позднего елизаветинского царствования (конец 1750-х — начало 1760-х) был характерен идеал красоты, связанный с личностью императрицы Елизаветы Петровны. Это широкое жизнерадостное приятие реальности, ощущение праздничности, триумф природного начала. Часто этот идеал проступает в округлой дородности сильно нарумяненных лиц. Тем не менее, у многих мастеров (Антропов, Мина Колокольников) эта радость бытия и физическое довольство дополняются сдержанным отношением к изображению человека, которое восходит к формам и традициям иконы и парсуны. Витальная энергия, которая видна в мощных формах и ярких красках, сдерживается «застывшей отчеканенностью отрешенных лиц и четкими очертаниями форм». От парсуны идет в таких ранних портретах определённая застылость позы, а цвет предмета порой так насыщен, что за ним проглядывает характерный для средневековой художественной системы цвет символический. «Доличности» (то, что ниже лица) трактуются плоскостно, полотно создается ремесленно добросовестно, как своего рода вещь, при трактовке образа человека остаются следы символического мышления — все это является пережитком перехода от Средних веков к Новому времени. Это период рококо в России, продолжающийся в портретном жанре и в царствование Екатерины.
Сравнение портретов русских мастеров и приезжих мастеров (см. Россика) середины XVIII века позволяет увидеть разницу в восприятии жанра представителями разных школ. Отечественные художники и иностранцы по-разному решают проблему «духовное/декоративное», которая воплощается в принципах взаимоотношения «личное/доличное». «Доличности — шелк, бархат, пенящиеся или плоские, как бы стекловидные кружева, золотое шитье и ювелирные украшения — поражают щедрой, порой кажущейся избыточной цветовой насыщенностью и орнаментальностью. Это придает им самостоятельное звучание и превращает в своего рода драгоценную оправу для лиц. Цвет в произведениях русских живописцев обычно обнаруживает большую яркость и звучность, нежели в полотнах иностранных мастеров, и содержит меньше детально разработанных градаций. Гамму благодаря её насыщенности чаще можно определить как барочную, нежели рокальную». Русские мастера этого периода дают вариант более полнокровного, целостного, мажорного переживания мира, по сравнению с иностранцами.
К 1750-м годам в русском портрете заметно усиливается камерность в трактовке образа. Например, Антон Лосенко культивирует станковый жанр, и поэтому в его портретах снижается декоративность, возрастает роль жеста, возникает сюжетная ассоциативность, происходят поиски камерного пространства.

##### Классицизм
Академическая иерархия жанров отводила портретному серединное положение — он не был приоритетным, в отличие от исторической картины, то есть не мог умножать «героический огнь и любовь к отечеству», воспитывая и просвещая его — однако он имел свои преимущества. «Например, приобщенность к идеалам носила заразительно персональный характер, а „пример предков“ приобретал конкретность участия рода в созидании „славы Российской“». Однако ко времени победы классицизма портрет был уже «обременен» барочно-рокайльными тонами, которые в различных вариантах сохранились до конца столетия, преобразившись в «неоклассические» оттенки сентиментального и предромантического характера, «к тому же портрет был способен синтезировать различные стилевые тенденции до эффекта внестилевого состояния».
Иерархия портретов во многом зависела от места, которое модель занимала в «Табели о рангах» и частично отвечала жанровым приоритетам Академии Художеств. Поэтому самым «классицистическим» был такой портрет, который был связан с исторической живописью, а самым «историзированным» — парадный, прежде всего императорский.
К концу XVIII века русский портрет по своему высокому уровню качества сравнялся с современными ему мировыми образцами. Его представителями являются Фёдор Рокотов, Дмитрий Левицкий, Владимир Боровиковский, в скульптуре — Федот Шубин. Генеральная линия развития официального портрета большого стиля была представлена в конце столетия произведениями Степана Щукина (1762—1828).
Левицкий и Рокотов проделывают путь от парадного и полупарадного портрета к камерному. К концу века русской портретной школе свойственна деликатность, подчеркнутая вдумчивость, сдержанная внимательность, некая добропорядочность и благовоспитанность без потери элегантности.

### XIX век
Начало XIX века ознаменовано наступлением эпохи романтизма, который проникает и в русский портрет. Яркое и полное выражение русский романтический портрет получил в творчестве лучшего портретиста первой четверти XIX века Ореста Кипренского. Другие известные мастера этого периода — Тропинин, К. Брюллов, Александр Варнек.
С середины века происходит большая демократизация заказчика. Образцы портретного жанра в русле реализма создают художники-передвижники: Василий Перов и Иван Крамской, Николай Ге, Николай Ярошенко и особенно Илья Репин. Широко известны портреты представителей интеллигенции этой эпохи. «Русские портретисты нередко обращаются к портрету-типу, героями которого становятся безымянные представители как народа, так и революционной интеллигенции, создают образцы подчёркнуто обличительного портрета, широко вводят портретное начало в бытовой и исторические жанры (картины В. И. Сурикова)». Одним из лучших портретистов к концу XIX века является Валентин Серов, заказчиками которого становятся как представители передовых слоев, так и аристократы.

### Серебряный век
Другие известные портретисты Серебряного века — Михаил Врубель, Александр Головин, Сергей Малютин, Иван Куликов, в скульптуре — Конёнков. Красочные портреты-типы людей из народа создают Архипов, Кустодиев, Малявин; лирически-интимные — Борисов-Мусатов, Сомов, Зинаида Серебрякова. Одновременно в левых художественных группировках происходит всплеск поиска нового художественного языка, приведший к отличным результатам (Казимир Малевич, Илья Машков, Пётр Кончаловский, Аристарх Лентулов, Александр Осмёркин, Роберт Фальк, Натан Альтман и проч.). Выдающимся графиком этого периода, оставившим множество изображений современников, является Юрий Анненков.

### Советский портрет
Развитие живописного портрета в стилистике авангарда «первой волны» исчерпало себя к 1930-м гг. В портретном жанре востребованными вновь оказались приемы и стилистика реалистического решения образа современника (социалистический реализм), при этом в качестве одной из главных задач декларировалась идеологическая, пропагандистская функция портрета.

«Большая Советская Энциклопедия»: Основное содержание советского портрета — образ нового человека, строителя коммунизма, носителя таких духовных качеств, как коллективизм, социалистический гуманизм, интернационализм, революционная целеустремлённость. Главным героем советского портрета становится представитель народа
Впервые в русском искусстве портретный образ современника широко входит в сюжетную картину, монументальную скульптуру, плакат, сатирическую графику и т. п. Возникают новые портреты-типы и портреты-картины, отражающие глубокие сдвиги в жизни общества, героические страницы его новейшей истории (работы Ивана Шадра, Кузьмы Петрова-Водкина, Георгия Ряжского, Александра Самохвалова, Александра Дейнека, Сергея Герасимова, Семёна Чуйкова).
Складываются изобразительные циклы, посвящённые вождям революции и советского государства (Лениниана, Сталиниана). Их основоположниками стали живописцы Исаак Бродский, Александр Герасимов, Василий Ефанов.
Продолжают работать мастера, сложившиеся ещё до революции — Малютин, Петров-Водкин, Нестеров, Корин, Грабарь, Кончаловский, Сарьян; в скульптуре — Конёнков, Мухина; в графике — Фаворский и Верейский. Создаются портреты-типы колхозников, делегаток, солдат (скульптура Вучетича, Томского, живопись Пластова).
В 1950—1970-е годы жанр русского живописного портрета обогатили мастера нового поколения, приверженные различным школам и живописно-пластическим языкам. Среди них — московские художники т. н. «сурового стиля» («Плотогоны» Николая Андронова, «Строители Братска» Виктора Попкова, «Портрет композитора Кара Караева» Таира Салахова), ленинградцы Михаил Труфанов, Борис Корнеев, Лев Русов, Юрий Тулин, Евсей Моисеенко, Олег Ломакин, Николай Баскаков, Семен Ротницкий. Примечательны образы Дмитрия Жилинского, Александра Шилова, работавшего в манере «фотореализма», Ильи Глазунова.
Таким образом, важным условием развития жанра портрета во второй половине XX века была многовекторность творческих поисков как внутри профессионального сообщества художников, так и в среде т. н. «неофициального искусства» идущего путём, параллельным развитию западного искусства — то есть теряя в портрете фигуративность и приближаясь к абстракции.

### Новый русский портрет
После распада СССР и конца тоталитаризма исчезают идеологические условия, определявшую магистральную линию развития русского портрета. Тем не менее, «парадный» портрет, определяющийся уже не идеологией, а кошельком и властью заказчика продолжает существовать (Александр Шилов, Никас Сафронов, Зураб Церетели).
Следует отметить работы ленинградского художника Сергея Павленко, эмигрировавшего в Лондон и получившего два заказа на портреты Британской королевской семьи, в том числе королевы Елизаветы — этот портретист работает в русле школы Коровина и Нестерова. Наталья Царькова (Natalia Tsarkova), выпускница студии И. Глазунова и Суриковского училища — официальный придворный портретист при дворе папы Бенедикта XVI.